# Brodek u Přerova
Brodek u Přerova – miasteczko (městys) i gmina (obec) w Czechach, w kraju ołomunieckim, w powiecie Przerów. W 2022 roku liczyła 1876 mieszkańców.
W miejscowości jest stacja kolejowa Brodek u Přerova.